# Elizabeth Sung
Elizabeth Fong Sung (Happy Valley, Hongkong, 1954. október 14. – North Hollywood, Kalifornia, 2018. május 22.) kínai-amerikai színésznő.

## Fontosabb filmjei
- Tango és Cash (Tango & Cash) (1989)
- Kelet könnye (China Cry: A True Story) (1990)
- Kojak: Virágok Matty-nek (Kojak: Flowers for Matty) (1990, tv-film)
- Mennyei örömök klubja (The Joy Luck Club) (1993)
- A parazita (The Puppet Masters) (1994)
- Nyughatatlan fiatalok (The Young and the Restless) (1994–1995, tv-sorozat, nyolc epizódban)
- Halálos fegyver 4. (Lethal Weapon 4) (1998)
- Gyerekkereskedők (Border Line) (1999, tv-film)
- Vészhelyzet (ER) (1999, tv-sorozat, egy epizódban)
- Angyali érintés (Touched by an Angel) (2000, tv-sorozat, egy epizódban)
- New York rendőrei (NYPD Blue) (2002, tv-sorozat, egy epizódban)
- Táncoslábú kamaszlányok (Gotta Kick It Up!) (2002, tv-film)
- Doktor House (House M.D.) (2005, tv-sorozat, egy epizódban)
- Egy gésa emlékiratai (Memoirs of a Geisha) (2005)
- Dr. Csont (Bones) (2011, tv-sorozat, egy epizódban)